# Walworth Castle
Walworth Castle är ett slott i kommunen Borough of Darlington i Storbritannien. Det ligger i grevskapet Durham och riksdelen England, i den centrala delen av landet, 400 km norr om huvudstaden London. Walworth Castle ligger 86 meter över havet. Närmaste större samhälle är Darlington, 7,5 km sydost om Walworth Castle. 